# 1850 v športu
1850 v športu.

## Atletika
- Študenti Univerze Oxford organizirajo prvo univerzitetno atletsko tekmovanje.

## Konjske dirke
- Epsom Derby - zmagovalec Voltigeur
- Grand National - zmagovalec Abd-El-Kader

## Rojstva
- 12. junij - James George Aylwin Creighton, kanadski pionir hokeja